# Priaires
Priaires korábbi község Franciaországban, Deux-Sèvres megyében. Lakosainak száma 117 fő (2018. január 1.). Priaires Dœuil-sur-le-Mignon, Marsais, Saint-Saturnin-du-Bois, Thorigny-sur-le-Mignon és Usseau községekkel határos.
2019. január 1-jén Usseau és Thorigny-sur-le-Mignon korábbi községgel egyesült és az így létrejött Val-du-Mignon új község része lett.

## Népesség
A település népességének változása:
| Lakosok száma | 122  | 122  | 119  | 118  | 117  |
|               | 2013 | 2015 | 2016 | 2017 | 2018 |